# Giovane uomo con in mano una medaglia
Giovane uomo con in mano una medaglia è un dipinto di Sandro Botticelli, realizzato circa nel 1480.

## Descrizione dell'opera
L'identità del soggetto ritratto nel dipinto è sconosciuta, ma gli analisti e i critici affermano che potrebbe essere un membro della famiglia Medici, poiché Lorenzo de Medici era uno dei principali benefattori e mecenati di Botticelli in quel periodo. Il dipinto si pensa possa rappresentare gli ideali di bellezza dell'alta società fiorentina durante il Rinascimento. L'opera è stata dipinta a tempera su una tavola di legno di pioppo, che ha dimensioni di 58,7 cm di altezza per 38,9 cm di larghezza. La figura del santo ritratta all'interno della medaglia fu aggiunta successivamente e si ipotizza che sia di Bartolomeo Bulgarini.
A fine gennaio 2021 il dipinto è stato venduto da Sotheby's all'asta per una cifra vicina ai 92 milioni di dollari.